# Squaliforma annae
Squaliforma annae är en fiskart som först beskrevs av Steindachner, 1881.  Squaliforma annae ingår i släktet Squaliforma och familjen Loricariidae. Inga underarter finns listade i Catalogue of Life.